# Robert Farah Maksoud
Robert Farah Maksoud (Montreal, 20. siječnja 1987.) je kolumbijski tenisač rođen u Kanadi. Uglavnom igra u parovima, najčešće sa svojim sunarodnjakom Juanom Sebastiánom Cabalom, s kojim se kvalificirao na Roland Garossu 2015. u kategoriji muških parova, gdje su bili zaustavljeni odmah u prvom kolu od francusko-poljskog para. U parovima je osvojio četiri ATP turinira, a 16. veljače 2015. držao je 21. mjesto kao svoj najbolji plasman u parvoima u cijeloj karijeri.

## Masters turniri

### Masters 1000 finala - parovi (1)
| Br. | Nadnevak         | Turnir        | Partner              | Suparnici u finalu   | Rezultat         |
| 1.  | 29. ožujka 2014. | Miami Masters | Juan Sebastián Cabal | Bob Bryan Mike Bryan | 6-7 (8–10) , 4-6 |

## ATP turniri

### Parovi - pobjednik (4)
| Br. | Nadnevak           | Turnir             | Partner              | Suparnici u finalu              | Rezultat         |
| 1.  | 23. veljače 2014.  | Rio Open           | Juan Sebastián Cabal | David Marrero Marcelo Melo      | 6-4, 6-2         |
| 2.  | 23. kolovoza 2014. | Winston-Salem Open | Juan Sebastián Cabal | Jamie Murray John Peers         | 6-3, 6-4         |
| 3.  | 15. veljače 2015.  | Brazil Open        | Juan Sebastián Cabal | Paolo Lorenzi Diego Schwartzman | 6-4, 6-2         |
| 4.  | 23. ožujka 2015.   | Geneva Open        | Juan Sebastián Cabal | Raven Klaasen Lu Yen-hsun       | 7-5, 4-6, [10-7] |

### Parovi - finale (5)
| Br. | Nadnevak          | Turnir           | Partner              | Suparnici u finalu                    | Rezultat                |
| 1.  | 22. lipnja 2012.  | Swiss Open       | Santiago Giraldo     | Marcel Granollers Marc López          | 4-6, 6-7 (9–11)         |
| 2.  | 25. ožujka 2013.  | Nica Open        | Juan Sebastián Cabal | Johan Brunström Raven Klaasen         | 3-6, 2-6                |
| 3.  | 5. siječnja 2014. | Brisbane Open    | Juan Sebastián Cabal | Mariusz Fyrstenberg Daniel Nestor     | 7-6 (7-4) , 4-6, [7-10] |
| 4.  | 9. veljače 2014.  | ATP Viña del Mar | Juan Sebastián Cabal | Oliver Marach Florin Mergea           | 3-6, 4-6                |
| 5.  | 2. ožujka 2014.   | Brazil Open      | Juan Sebastián Cabal | Guillermo García-López Philipp Oswald | 7-5, 4-6, [13-15]       |